# Seznam vrcholů ve Švihovské vrchovině

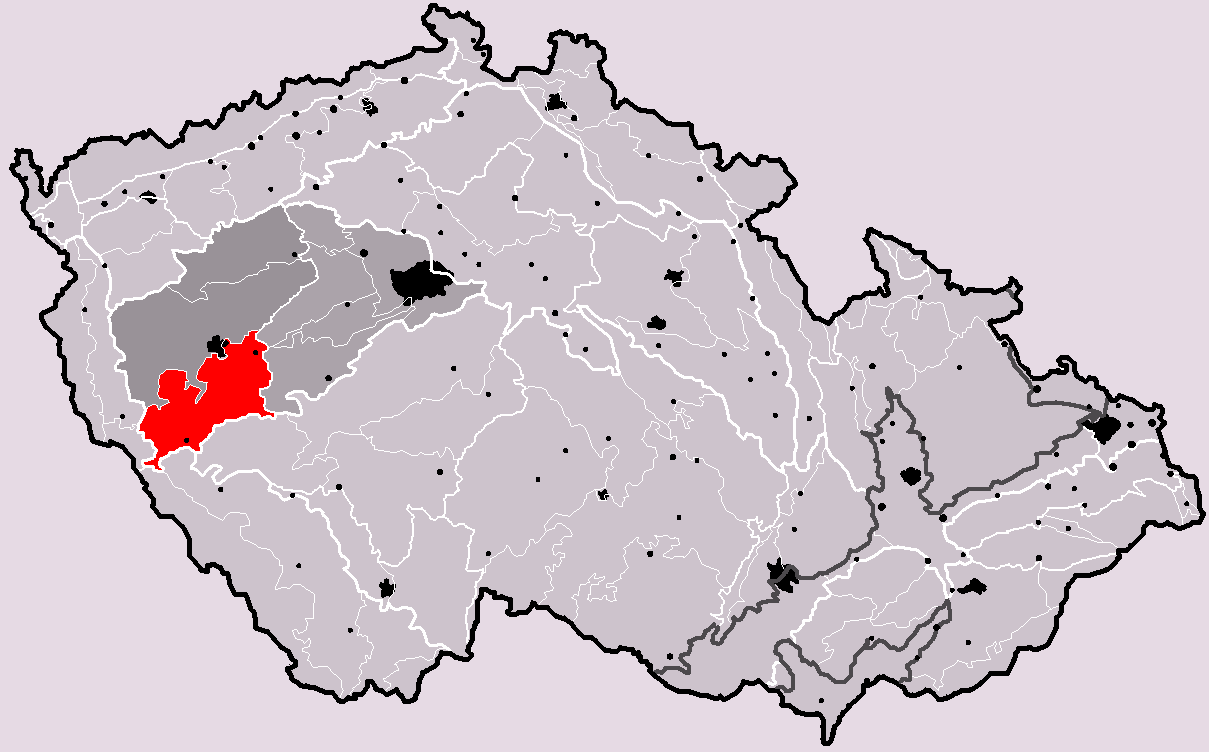
Švihovská vrchovina na mapě České republiky

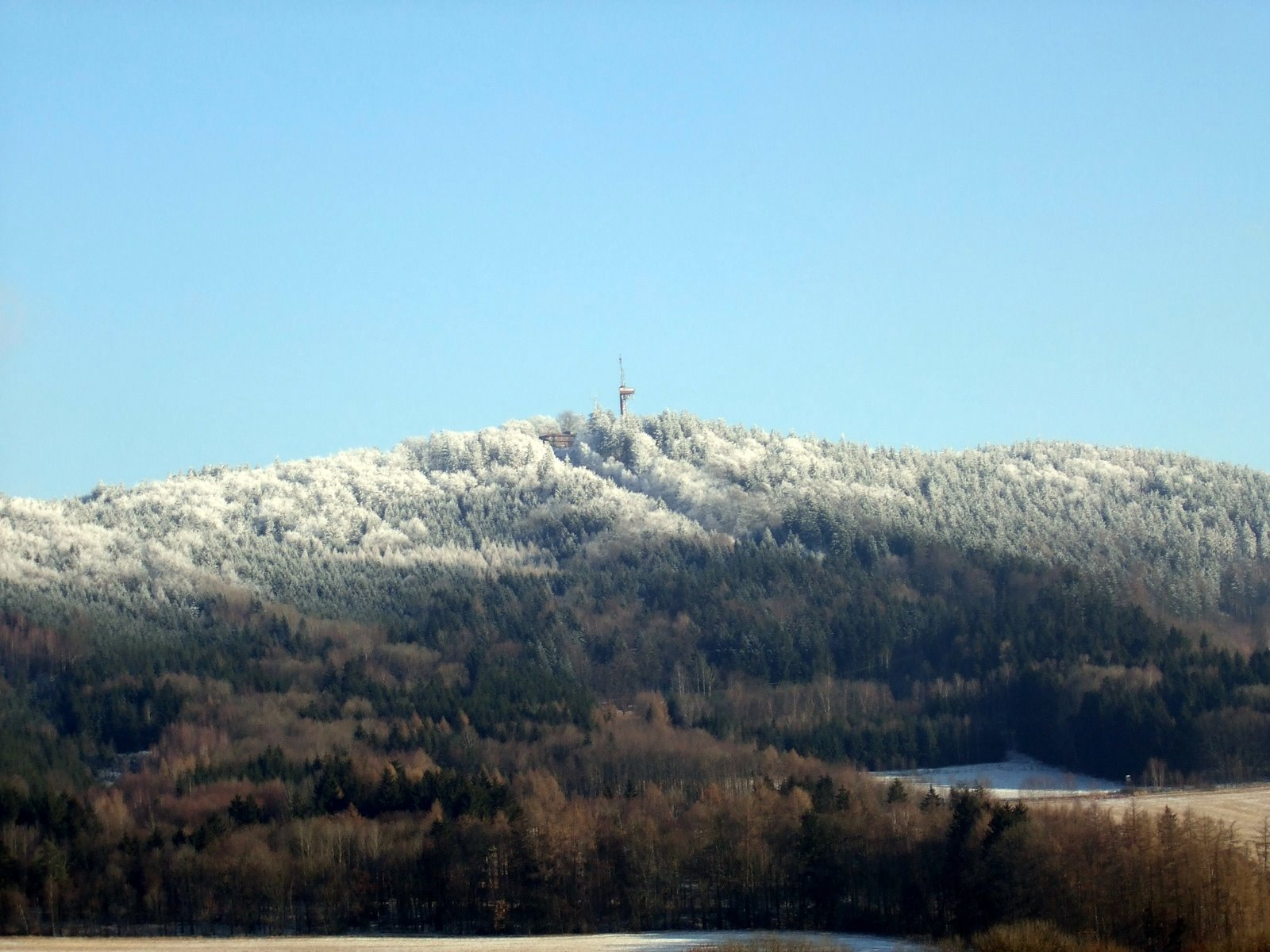
Koráb (775 m)

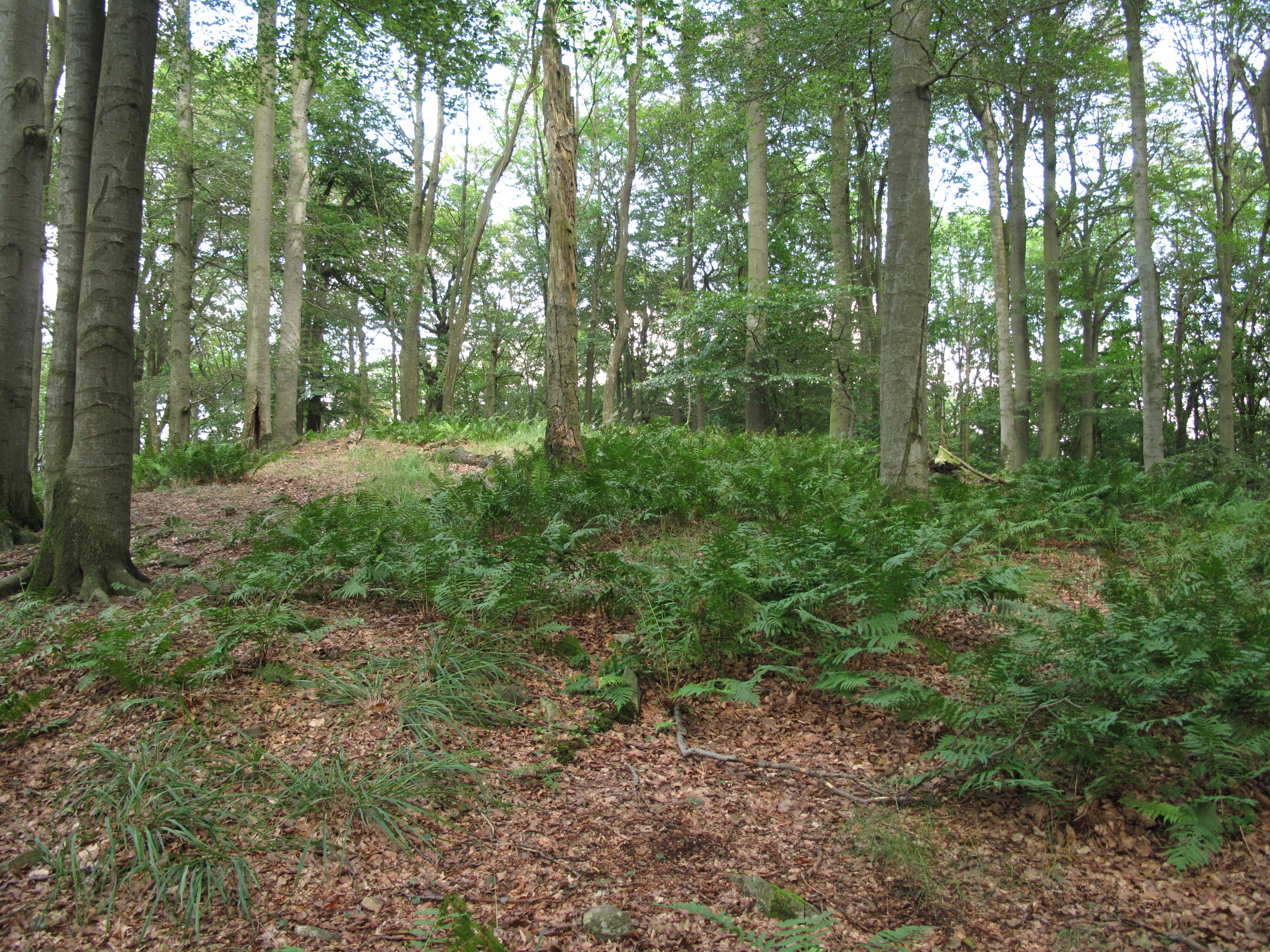
Suchá hora (760 m)

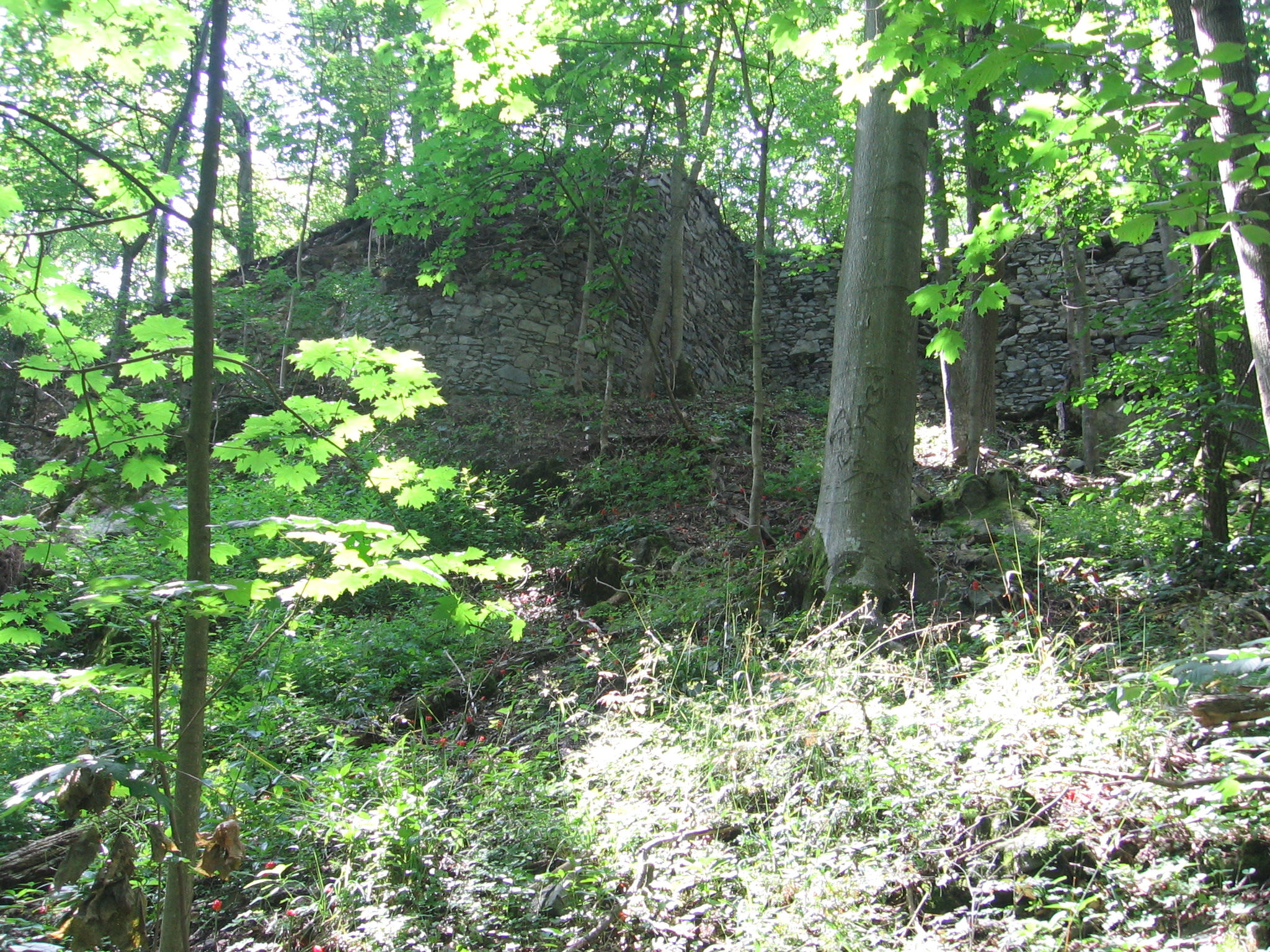
Nový Herštejn (684 m)

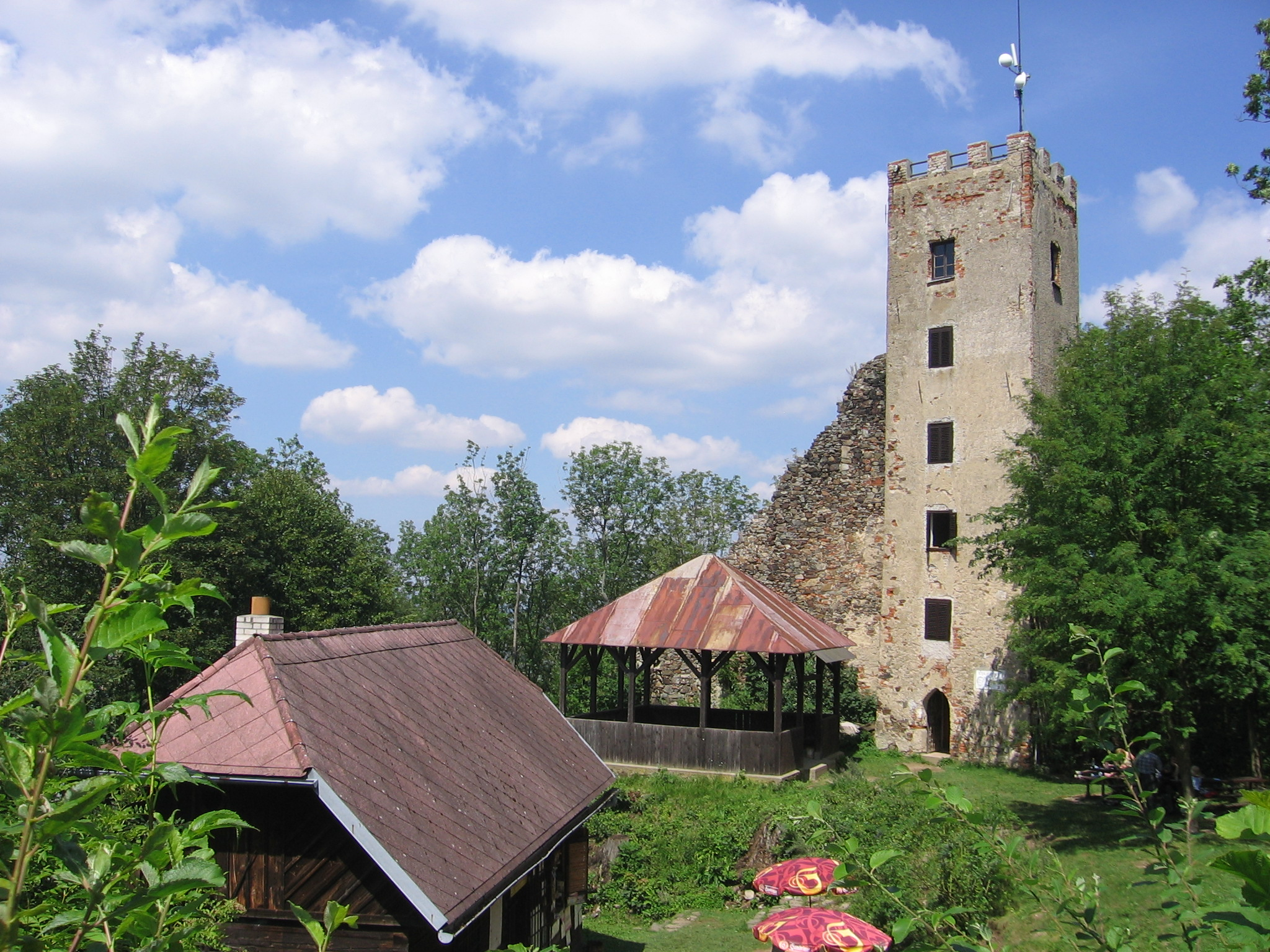
Rýzmberk (665 m)

Seznam vrcholů ve Švihovské vrchovině obsahuje pojmenované švihovské vrcholy s nadmořskou výškou nad 650 m a dále všechny vrcholy s prominencí (relativní výškou) nad 100 m. Seznam je založen na údajích dostupných na stránkách Mapy.cz a z map Zeměměřického úřadu dostupných v Geoprohlížeči. Jako hranice pohoří byla uvažována hranice stejnojmenného geomorfologického celku.

## Seznam vrcholů podle výšky
Seznam vrcholů podle výšky obsahuje všechny pojmenované vrcholy s nadmořskou výškou nad 650 m a prominencí alespoň 5 m. Celkem jich je 31, z toho 9 s výškou nad 700 m a 3 s výškou nad 750 m. Nejvyšší horou je Koráb s nadmořskou výškou 775 m, který se nachází v geomorfologickém okrsku Korábská vrchovina.
| #   | Vrchol         | Výška m n. m. | Souřadnice                       | Okrsek                 | Přístup                                                                               |
| --- | -------------- | ------------- | -------------------------------- | ---------------------- | ------------------------------------------------------------------------------------- |
| 1.  | Koráb          | 775           | 49°23′44″ s. š., 13°04′31″ v. d. | Korábská vrchovina     | zelená turistická značka · žlutá turistická značka                                    |
| 2.  | Suchá hora     | 760           | 49°24′29″ s. š., 13°04′38″ v. d. | Korábská vrchovina     | červená turistická značka                                                             |
| 3.  | Čertův vrch    | 751           | 49°23′15″ s. š., 13°05′33″ v. d. | Korábská vrchovina     | neznačeno                                                                             |
| 4.  | Černá skála    | 731           | 49°22′50″ s. š., 13°06′54″ v. d. | Korábská vrchovina     | neznačeno                                                                             |
| 5.  | Doubrava       | 726           | 49°25′56″ s. š., 13°12′11″ v. d. | Korábská vrchovina     | neznačeno                                                                             |
| 6.  | Malá Doubrava  | 721           | 49°25′39″ s. š., 13°12′25″ v. d. | Korábská vrchovina     | neznačeno                                                                             |
| 7.  | Velký Bítov    | 712           | 49°23′59″ s. š., 13°10′42″ v. d. | Korábská vrchovina     | neznačeno                                                                             |
| 8.  | Běleč          | 711           | 49°28′38″ s. š., 13°14′27″ v. d. | Korábská vrchovina     | neznačeno                                                                             |
| 9.  | Ulíkovská hora | 710           | 49°26′19″ s. š., 13°03′14″ v. d. | Korábská vrchovina     | neznačeno                                                                             |
| 10. | Zadní kopec    | 699           | 49°22′48″ s. š., 13°05′28″ v. d. | Korábská vrchovina     | neznačeno                                                                             |
| 11. | Říčej          | 697           | 49°27′32″ s. š., 13°12′48″ v. d. | Korábská vrchovina     | žlutá turistická značka                                                               |
| 12. | Kravař         | 692           | 49°24′35″ s. š., 13°03′02″ v. d. | Korábská vrchovina     | neznačeno                                                                             |
| 13. | Kněžská hora   | 691           | 49°22′57″ s. š., 13°04′02″ v. d. | Korábská vrchovina     | modrá turistická značka                                                               |
| 14. | Kámen          | 685           | 49°22′26″ s. š., 13°07′19″ v. d. | Korábská vrchovina     | neznačeno                                                                             |
| 15. | Nový Herštejn  | 684           | 49°24′53″ s. š., 13°03′55″ v. d. | Korábská vrchovina     | červená turistická značka                                                             |
| 16. | Škarman        | 680           | 49°24′15″ s. š., 13°02′30″ v. d. | Korábská vrchovina     | neznačeno                                                                             |
| 17. | Na skále       | 673           | 49°33′42″ s. š., 13°40′04″ v. d. | Bukovohorská vrchovina | žlutá turistická značka · naučná turistická značka                                    |
| 18. | Malý Bítov     | 668           | 49°24′51″ s. š., 13°11′38″ v. d. | Korábská vrchovina     | neznačeno                                                                             |
| 19. | Valba          | 668           | 49°27′44″ s. š., 13°13′33″ v. d. | Korábská vrchovina     | neznačeno                                                                             |
| 20. | Křížový vrch   | 665           | 49°23′24″ s. š., 13°10′26″ v. d. | Korábská vrchovina     | neznačeno                                                                             |
| 21. | Rýzmberk       | 665           | 49°24′24″ s. š., 13°01′52″ v. d. | Korábská vrchovina     | zelená turistická značka · místníčervená turistická značka · naučná turistická značka |
| 22. | Na skále       | 663           | 49°32′12″ s. š., 13°42′47″ v. d. | Bukovohorská vrchovina | neznačeno                                                                             |
| 23. | Zaleček        | 662           | 49°24′06″ s. š., 13°05′36″ v. d. | Korábská vrchovina     | neznačeno                                                                             |
| 24. | Maštýř         | 662           | 49°33′19″ s. š., 13°39′11″ v. d. | Bukovohorská vrchovina | neznačeno                                                                             |
| 25. | U vlčí jámy    | 660           | 49°27′07″ s. š., 13°04′25″ v. d. | Korábská vrchovina     | žlutá turistická značka                                                               |
| 26. | Malý Kouřim    | 659           | 49°25′48″ s. š., 13°07′12″ v. d. | Korábská vrchovina     | neznačeno                                                                             |
| 27. | Kulatý vrch    | 658           | 49°22′44″ s. š., 13°08′07″ v. d. | Korábská vrchovina     | neznačeno                                                                             |
| 28. | Na hůrce       | 656           | 49°27′03″ s. š., 13°12′05″ v. d. | Korábská vrchovina     | neznačeno                                                                             |
| 29. | Příkopy        | 652           | 49°24′50″ s. š., 13°03′05″ v. d. | Korábská vrchovina     | červená turistická značka · naučná turistická značka                                  |
| 30. | Buková hora    | 651           | 49°31′56″ s. š., 13°33′02″ v. d. | Bukovohorská vrchovina | neznačeno                                                                             |
| 31. | Velká skála    | 650           | 49°27′30″ s. š., 13°05′10″ v. d. | Korábská vrchovina     | neznačeno                                                                             |

## Seznam vrcholů podle prominence
Seznam vrcholů podle prominence obsahuje všechny švihovské vrcholy s prominencí (relativní výškou) nad 100 m bez ohledu na nadmořskou výšku. Celkem jich je 15. Nejprominentnějším vrcholem je nejvyšší Koráb (240 m), který se nachází v geomorfologickém okrsku Korábská vrchovina.
| #   | Vrchol         | Výška m n. m. | Promi- nence | Izolace (km)         | Souřadnice                       | Přístup                                             |
| --- | -------------- | ------------- | ------------ | -------------------- | -------------------------------- | --------------------------------------------------- |
| 1.  | Koráb          | 775           | 240          | 14,7 → Hraničář      | 49°23′44″ s. š., 13°04′31″ v. d. | zelená turistická značka · žlutá turistická značka  |
| 2.  | Běleč          | 711           | 208          | 05,5 → Doubrava      | 49°28′38″ s. š., 13°14′27″ v. d. | neznačeno                                           |
| 3.  | Doubrava       | 726           | 199          | 08,5 → Černá skála   | 49°25′56″ s. š., 13°12′11″ v. d. | neznačeno                                           |
| 4.  | Ulíkovská hora | 710           | 167          | 03,6 → Suchá hora    | 49°26′19″ s. š., 13°03′14″ v. d. | neznačeno                                           |
| 5.  | Smrčí          | 567           | 159          | 03,4 → Houňovka      | 49°25′39″ s. š., 13°16′11″ v. d. | neznačeno                                           |
| 6.  | Jelení vrch    | 523           | 146          | 04,0 → Hájsko        | 49°38′30″ s. š., 13°22′28″ v. d. | zelená turistická značka                            |
| 7.  | Radlice        | 604           | 136          | 03,7 → Na Kamejkách  | 49°28′55″ s. š., 13°07′48″ v. d. | neznačeno                                           |
| 8.  | Říčej          | 697           | 135          | 02,7 → Doubrava      | 49°27′32″ s. š., 13°12′48″ v. d. | žlutá turistická značka                             |
| 9.  | Buková hora    | 651           | 133          | 07,7 → Štědrý        | 49°31′56″ s. š., 13°33′02″ v. d. | neznačeno                                           |
| 10. | Tuhošť         | 601           | 124          | 01,5 → Běleč         | 49°29′30″ s. š., 13°15′38″ v. d. | zelená turistická značka · naučná turistická značka |
| 11. | Stramchyně     | 543           | 120          | 02,4 → Tuhošť        | 49°30′32″ s. š., 13°17′12″ v. d. | neznačeno                                           |
| 12. | Velký Bítov    | 712           | 118          | 03,7 → Malá Doubrava | 49°23′59″ s. š., 13°10′42″ v. d. | neznačeno                                           |
| 13. | Ošupaná        | 561           | 119          | 02,5 → Ptín          | 49°27′41″ s. š., 13°20′34″ v. d. | neznačeno                                           |
| 14. | Ptín           | 576           | 113          | 05,2 → V obci        | 49°27′23″ s. š., 13°22′41″ v. d. | neznačeno                                           |
| 15. | Černá skála    | 731           | 106          | 01,6 → Čertův vrch   | 49°22′50″ s. š., 13°06′54″ v. d. | neznačeno                                           |